# Coelichneumon opulentus
Coelichneumon opulentus är en stekelart som först beskrevs av Taschenberg 1871.  Coelichneumon opulentus ingår i släktet Coelichneumon och familjen brokparasitsteklar. Arten är reproducerande i Sverige. Inga underarter finns listade i Catalogue of Life.